# Украни
Украните или укряни (на немски: Ukrani, Ukranen, Ukrer, Ukri, Vukraner; на полски: Wkrzanie) са племе от западните славяни. Името им идва от река Укер (нем. Ucker, Uecker).
Около VII век славяни се заселват в територията Укер и ги наричат на нея украни (укряни). Тази територия в документи е спомената в началото Terra ukera и едва от XV век се нарича Укермарк.
Центърът на племето се намира около езерата Горен Укер и Долен Укер в Бранденбург. През 934 г. крал Хайнрих I Птицелов побеждава украните, които се задължават да му плащат трибути.

По време на славянското въстание през 983 г. територията принадлежи на съюза на Лютичите.